# Volemys musseri
Volemys musseri és una espècie de mamífer rosegador de la família dels cricètids. És endèmic de la Xina, on viu a altituds d'entre 2.315 i 3.660 msnm a l'oest de la província de Sichuan. Els seus hàbitats naturals són les zones rocoses i els penya-segats dels prats alpins. Es desconeix si hi ha cap amenaça per a la supervivència d'aquesta espècie.
L'espècie fou anomenada en honor del mastòleg estatunidenc Guy Graham Musser.